# Bartolomeo Verona
Bartolomeo Verona (* 17. Mai 1744 in Andorno Micca; † 16. August 1813 in Berlin) war ein italienischer Dekorationsmaler und Bühnenarchitekt an der Königlichen Hofoper und am Berliner Nationaltheater sowie Architekt.

## Leben und Werk
Verona war ein Neffe und Schüler des Turiner Malers Bernardino Galliari, der von Friedrich II. 1773 nach Berlin geholt worden war. Verona, der vorher vermutlich von 1768 bis 1773 in Wien tätig war, kam in Begleitung Galliaris nach Berlin. Nach Galliaris Abreise 1773 wurde Verona dauerhaft engagiert. Er fertigte vorerst ausschließlich Dekorationen für die Oper an.
Ab 1792 war er am Berliner „Königlichen Nationaltheater“ (ab 1811 „Königliche Schauspiele“)  fest angestellt und unter der Leitung von August Wilhelm Iffland war er für alle dort gefertigten Dekorationen verantwortlich. Laut seines mit Iffland geschlossenen Vertrages vom 8. Februar 1800 erhielt er jährlich die hohe Summe von 1600 Reichstalern. Die Materialien wurden ihm kostenlos bereitgestellt. Im neuen, von Carl Gotthard Langhans erbauten und 1802 eröffneten, Nationaltheater auf dem Gendarmenmarkt hatte er eine riesige und komfortabel ausgestattete Malersaal-Werkstatt zur Verfügung, die unter dem eigens dafür konzipierten großen Bohlendach eingerichtet worden war.
In der in Berlin erscheinenden Vossischen Zeitung vom 10. März 1803, Nr. 127, findet sich eine der seltenen Beschreibungen mehrerer Bühnenbilder einer Aufführung. Es handelt sich um die Aufführung Die Geisterinsel, ein Singspiel von Johann Friedrich Reichardt nach Shakespeares Der Sturm:

„Die Dekorationen sind in reicher blühender Phantasie empfangen und von Herrn Verona herrlich und wirksam ausgeführt. Die Grotte, der Sturm, die sanfte Gegend, darin die Rosengebüsche dem Boden so zauberisch entsteigen, das sternenhelle Blau des Nachthimmels, der Geistertanz im Hintergrunde, und das Paradies, was sich aus finstrer Nacht in einem Nu und in plötzlich hellem Tagesglanz erhebt, man sieht nicht wie? – alle diese Meisterdarstellungen tragen den Namen des unerschöpflichen unermüdeten Künstlers Verona mit Ehre und Glanz. Auch sprach das Publikum seine Freude laut aus, als die letzte Dekoration alle Sinne in freudige Bewegung setzte. – Nur Ariels Wolken sind schwer, und das tobende Meer ist von zu greller Farbe. Auch verließ hie und da die Mechanik der Maschinerie den Zauberkünstler. Allerdings muß man erstaunen, wie eine Bühne, welche täglich Vorstellungen zu leisten hat, eine Vorstellung mit solchem Reichthum und in dem Grade der Vollendung geben kann, woran es sicher keine Deutsche Bühne ihr gleich thut; allein, wenn an völliger Vollendung ein wenig fehlt, so muß man das Wenige geändert wünschen.“

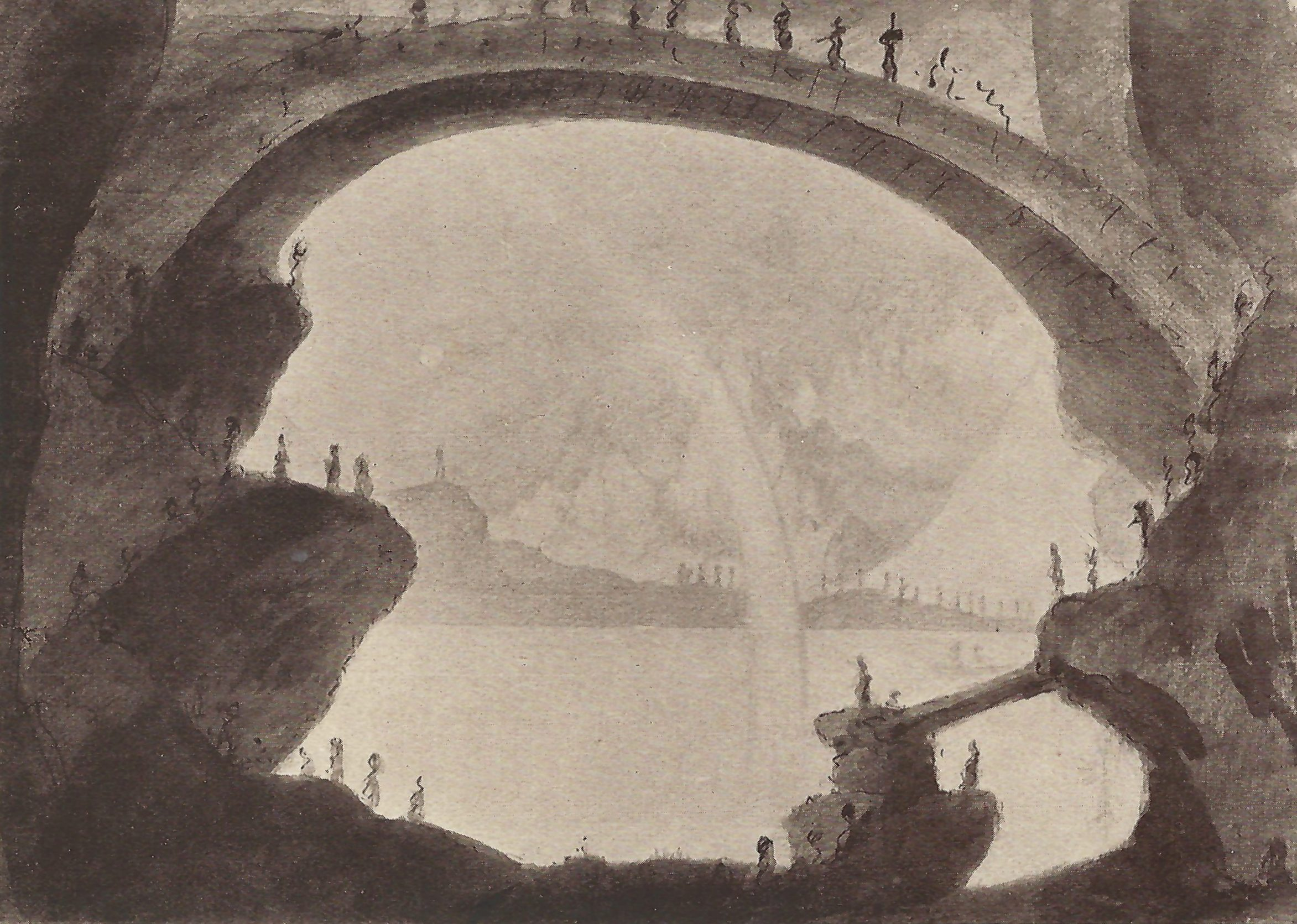
Auf der Deutschen Theaterausstellung 1927 in Magdeburg gezeigtes Bühnenbild Veronas

Einige wenige Entwürfe zu Bühnenbildern haben sich erhalten und werden im Stadtmuseum Berlin (Theaterhistorische Sammlung) aufbewahrt.
Er schuf Ausmalungen, Raumausstattungen und Festarchitekturen in Berlin, Potsdam und Umgebung „(...) wo es zur Modesache gehörte von ihm Zimmer und Säle ausmalen zu lassen“ sowie nicht näher bekannte Arbeiten in Osnabrück und Hannover.
So war er auch an der Innenausstattung des 1774–1776 erbauten französischen Komödienhauses beteiligt. Von 1778 bis 1786 war er inoffiziell, zusammen mit Abbé Laudi, Intendant der Königlichen Oper. 1780 fertigte er die  Bühnendekorationen für das Schauspielhaus des Prinzen Heinrich in Rheinsberg und das Theater der Markgrafen von Brandenburg-Schwedt in Schwedt.1784–1785 wurden von ihm im Palast des Herzogs von York in Hannover viele Säle und Zimmer ausgemalt. 1788 wurden von ihm Räume im Marmorpalais und im Schloss Charlottenburg neu ausgemalt und die Dekoration des Orangerie-Theaters gefertigt. 1794 fertigte er Ausmalungen des gotischen Saals der Meierei und in der Fasanerie auf der Pfaueninsel. In den Jahren 1795 bis 1797 schuf er auch Dekorationen für das Potsdamer Stadttheater.
Wenig erforscht sind Bartolomeo Veronas Tätigkeiten im Bauwesen außerhalb der Bühnenarchitektur. Im Anstellungsvertrag von 1800 wird Verona als „Königl. Architekt“ bezeichnet. In Nachrufen 1813 gibt es Hinweise auf Bauprojekte (u. a. Theaterplanungen) und ausdrücklich auch, dass er als „geschickter praktischer Architekt“ wirkte. Bautechnikgeschichtlich bedeutend ist sein erstes deutsches Projekt eines Bohlendaches, das er 1786 für den Umbau des Berliner Opernhauses vorlegte. Dieser spektakuläre Entwurf wurde nicht verwirklicht und hätte durch seine auffällige Rundung das Erscheinungsbild des klassischen Gebäudes erheblich verändert.
1778 heiratete Verona in erster Ehe die an der Berliner Hofoper engagierte Sopranistin Juliane Caroline Koch, die aber bereits 1783 starb. In zweiter Ehe war Verona mit Sofia Perin verheiratet, mit der er die Töchter Wilhelmine und Caroline Constance (1793–1819) hatte. Wilhelmine heiratete in erster Ehe ihren Cousin, den Maler Pietro Galliari, und nach dessen Tod im Jahr 1814 den französischen Geiger Pierre Rode. Caroline Constance heiratete 1815 den Ingenieuroffizier Ludwig Urban Blesson.
1789 erwarb Verona das erste seiner Häuser, Unter den Linden Nr. 20, und 1799 das Nachbarhaus Nr. 21 (ab 1800 Nummern 17 und 18). Diese Grundstücke reichten bis zur Behrenstraße (ab 1800 Nummern 56 und 57). Zusätzlich erwarb er 1799 das Grundstück mit dem ehemaligen Döbbelinschen Theater in der Behrenstraße Nr. 13 (ab 1800 Nr. 55). Das Theater ließ er vermutlich im selben Jahr niederreißen. Das Doppelhaus Unter den Linden wurde von ihm mit einer prächtigen Fassade versehen und im Innern von ihm ausgemalt.
Verona war von 1790 bis 1813 Mitglied der Preußischen Akademie der Künste in Berlin.
Er starb als wohlhabender Mann und wurde im Gewölbe der St. Hedwigs-Kirche beigesetzt.